# Stazione di Theobalds Grove
La stazione di Theobalds Grove è una stazione della London Overground situata a Broxbourne nell’Hertfordshire. È servita ogni ora da due treni suburbani transitanti sul raccordo Cheshunt delle ferrovie della Valle del Lea.